# USS Robin (1996)
USS Robin (Nederlands: Roodborst) was een Amerikaanse mijnenjager van de Ospreyklasse. Het schip, gebouwd door Amerikaanse scheepswerf Avondale uit New Orleans, was het derde schip bij de Amerikaanse marine met de naam Robin. De schepen van de Ospreyklasse waren de eerste schepen bij de Amerikaanse marine die ontworpen waren als mijnenjager. Vrij snel naar de in dienst name werd het schip in 1997 toegevoegd aan de reservevloot van de Verenigde Staten waar het gebruikt werd voor het opleiden van marinepersoneel. In 2006 werd het schip uit dienst genomen.